# Verpackungsdesign
Verpackungsdesign ist die Gestaltung von Grafik und Form der Umhüllung von Produkten, zumeist der Warenwirtschaft. Die Disziplin vereint Praktiken und Fachkenntnisse aus den Berufsbildern Grafikdesign und Industriedesign.
Das Verpackungsdesign widmet sich ausschließlich der Konzeption und Gestaltung von Verpackungen. Eine der Hauptaufgaben des Verpackungsdesigns ist es, Informationen über den Packungsinhalt mit werblichen und Marketing-Aspekten zu verbinden und Orientierung sowie Kaufanreize zu geben. Bei vielen Produkten sind heutzutage Richtlinien und gesetzliche Vorgaben in den Prozess der Verpackungsgestaltung einzubeziehen. Bei Lebensmittelverpackungen muss zum Beispiel die Lebensmittel-Kennzeichnungsverordnung beachtet werden. Eine wesentliche Aufgabe der Formgebung von Verpackungen ist der Schutz des Packguts vor schädigenden äußeren Einflüssen wie zum Beispiel Stoß oder Sturz, Feuchtigkeit, Verschmutzungen und Schädlingsbefall. Ebenso kann die Verpackung dem Zweck dienen, die Haltbarkeit des Packguts zu verlängern – von besonderer Bedeutung in der Lebensmittelwirtschaft. Auch bei der Formgestaltung von Verpackungen können Kaufanreize eine Rolle spielen, zum Beispiel bei der gezielten Wahl von deren Haptik.
Die werblichen und Marketing-Aspekte der Gestaltung dienen dazu, den wirtschaftlichen Erfolg des Produktes zu unterstützen. Markenkennzeichnung wird im Prozess des Grafik-Designs durch Typografie, Marken- und Warenzeichen (zum Beispiel Firmen- und Produkt-Logos), Abbildungen und farbliche Gestaltung erreicht. Schnittstelle des Verpackungsdesigns mit der Verpackungsentwicklung sind Elemente wie Fenster oder Öffnungen, durch die das Produkt oder Teile davon gesehen werden können, und die in das Design mit einbezogen werden. Man unterscheidet Verpackungen in Primärverpackungen (direkte Produkthülle) und Sekundärverpackungen (Gebinde mit definierter Anzahl von Primärverpackungen), die im Verpackungsdesign aufeinander abgestimmt werden.
Ein Sonderfall des Verpackungsdesigns ist das Packungsdesign – die kombinierte Gestaltung von Packgut und dessen Verpackung. Beispiele dafür sind die grafische Gestaltung der Umhüllung von Tonträgern durch die darauf vertretenen Interpreten sowie von Autoren selbstgestaltete Grafik auf Buchumschlägen. Auch in der Modebranche, besonders bei Kollektionen von Modedesignern (zum Beispiel bei Kosmetika zu einer Modekollektion), sind gelegentlich Beispiele für Packungsdesign anzutreffen.

## Verpackungsdesign in Deutschland
Eine internationale, branchenübergreifende Auszeichnung für Konzeption und Gestaltung von Verpackungen ist der jährlich vergebene Deutsche Verpackungspreis. Die Verleihung der Auszeichnung und der vorangehende Wettbewerb stehen unter der Schirmherrschaft des Bundesministers für Wirtschaft und Technologie. Die Veranstaltung wird vom Branchen-Verein Deutsches Verpackungsinstitut (dvi) e. V. organisiert.
Einer der bekanntesten deutschen Verpackungsdesigner war der in Hamburg tätige, international anerkannte Grafik- und Produktdesigner Peter Schmidt (1937–2025). Schmidt und dessen Design-Unternehmen wurden unter anderem bekannt durch die Konzeption und Gestaltung von Verpackungen für Kosmetik-Serien (neben anderem vielbeachtete Parfüm-Flacons) für führende Marken der Modebranche – Jil Sander, Hugo Boss, Strellson und andere.